# Simon Hartog
Simon Hartog (Londres, 8 de fevereiro de 1942 — Londres, 18 de agosto de 1992) foi um diretor de cinema inglês. É mais conhecido no Brasil por ter produzido o documentário Beyond Citizen Kane.

## Filmografia parcial
- Beyond Citizen Kane (1993), documentário.
- Brazil: Cinema, Sex and the Generals (1985-1995), documentário.